# Petrkov 1.díl
Petrkov 1.díl je díl vesnice Petrkov, část obce Vysočina v okrese Chrudim. Nachází se 3 km na severovýchod od středu Vysočiny. V roce 2009 zde bylo evidováno 8 adres. V roce 2001 zde trvale žilo 7 obyvatel.
Petrkov 1. díl leží v katastrálním území Rváčov u Hlinska.
Další částí této rozptýlené zástavby je Petrkov 3.díl, který je však částí obce Trhová Kamenice. Petrkov 2.díl jako samostatná část obce neexistuje. Jiná vesnice s názvem Petrkov se nachází asi 12 km severozápadně.

## Další fotografie

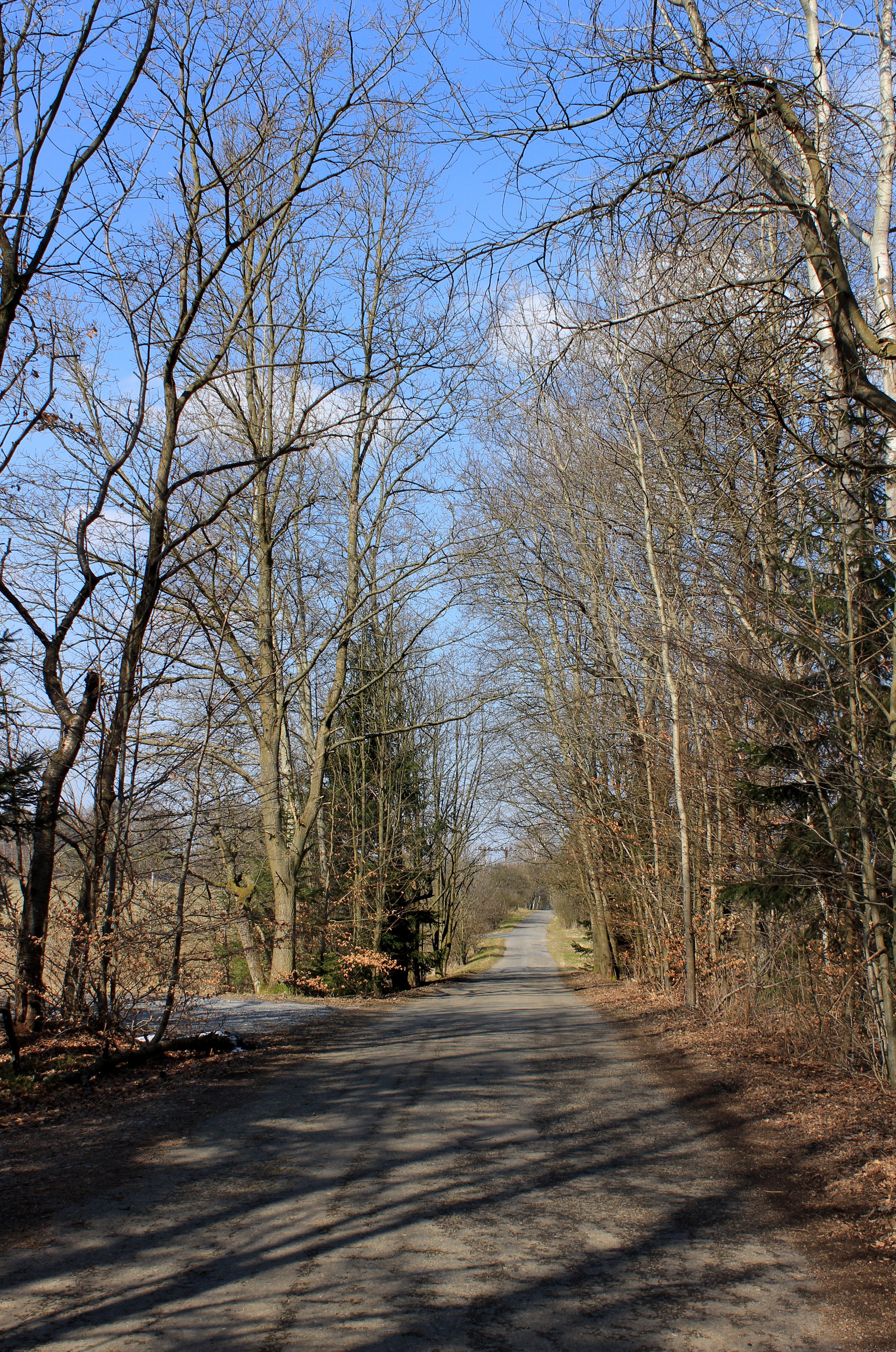
Silnice od Rváčova
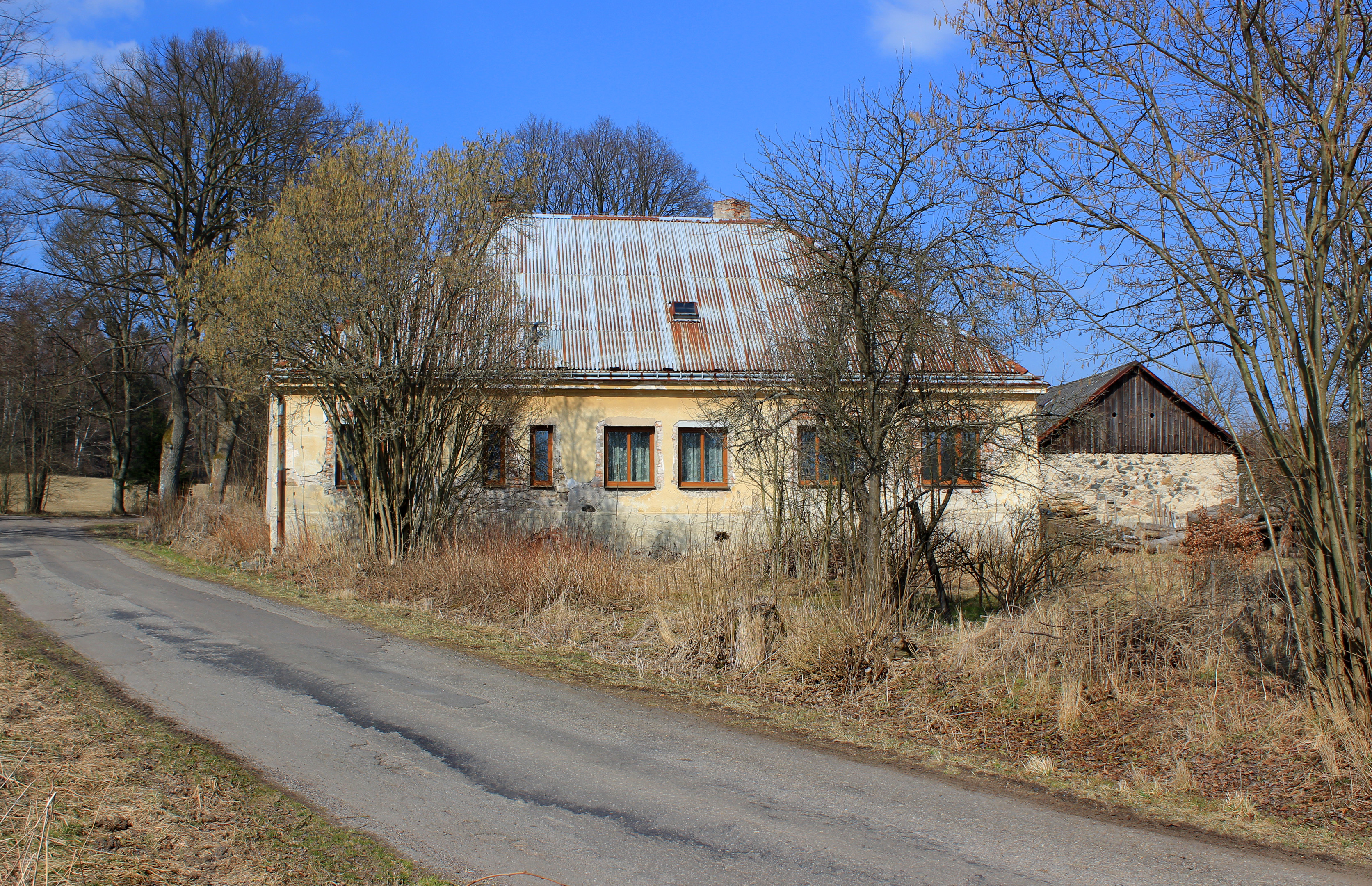
Dům čp. 89
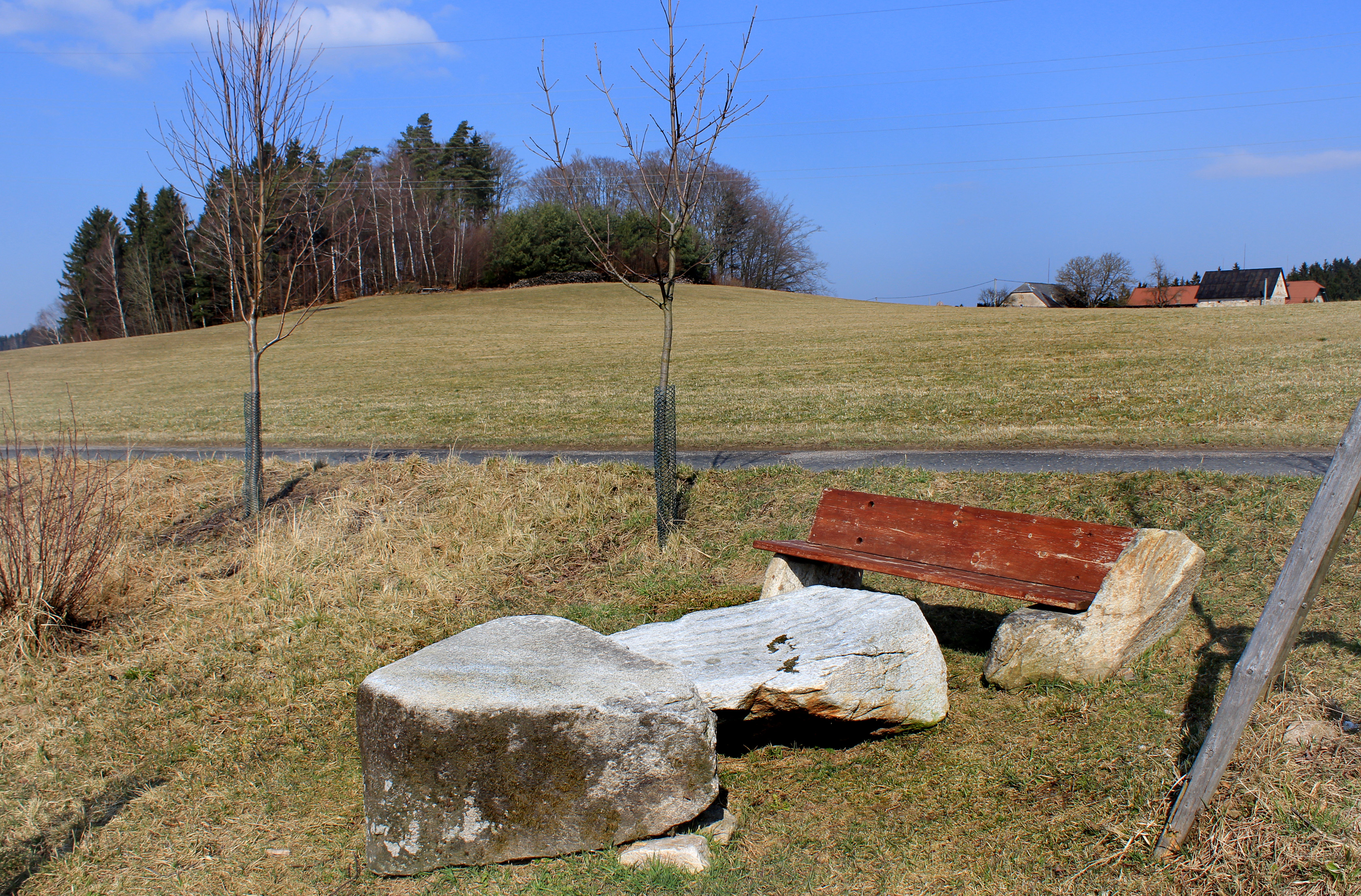
Kamenná lavička